# Станіслав Карчевський
Станіслав Карчевський (пол. Stanisław Karczewski, нар. 14 листопада 1955, Варшава, ПНР) — польський політик і хірург. З 2005 року був сенатором, з 2011 по 2015 рік і з 2019 року – заступником голови Сенату, а з 2015 по 2019 рік – маршалом Сенату Республіки Польща.

## Біографія
Він закінчив у 1981 році медичний ступінь у Варшавському медичному університеті, після чого отримав другий спеціалізований ступінь із загальної хірургії. З 1981 року працював у районній лікарні міста Нове місто Піліца. Він працював і помічником директора відділення невідкладної допомоги, і директором лікарні. Нині завідує відділенням хірургії.
З 1998 по 2002 рік працював у місцевій адміністрації Груєцького повіту, а з 2002 по 2005 рік був радником обласної ради Мазовії. На парламентських виборах 2005 року був обраний сенатором від партії «Право і справедливість» в окрузі Радом. У 2011 році він успішно балотувався на перевибори в новому окрузі. Він обіймав посаду заступника маршала Сенату з 9 листопада 2011 року. У 2015 році був переобраний сенатором. 12 листопада 2015 року його було обрано на посаду маршала Сенату. На посаді маршала він перебував увесь термін повноважень, до 12 листопада 2019 року, коли його змінив Томаш Ґродскі. Того ж дня його знову призначили заступником маршала. 13 травня 2020 року він залишив посаду заступника маршала і його замінив Марек Пенк.

## Особисте життя
Карчевський є членом Асоціації польських хірургів і Товариства хірургів. Одружений, має двох дітей.